# 制限区域立入承認証
制限区域立入承認証（せいげんくいきたちいりしょうにんしょう）とは、空港などで制限区域に出る際に胸などに視認できる個所につけなければならない承認証。通称「ランプパス」。

## 種類
- 一種 - 制限区域のすべての区域（桃色のカード）

制限区域のすべてに立ち入る必要な職務・職責にあるものに発行される承認証（IDカード）
例：航空局 (JCAB) 職員、空港消防員
- 二種 - ランプ、車両通路、場周道路（緑色のカード）

航空機の整備・保安・その他業務に従事する職員、または保安区域内で旅客対応を行う（グランドスタッフ）職員に発行される承認証
例：羽田空港にあっては、グランドハンドリングを行うもので、ハイリフトローダー車・トーイングトラクター・パッセンジャーステップ車などの特殊車両を運転する会社（例：ANAエアポートサービス）の従業員など。
- 三種 - ランプ・車両通路（水色のカード）

航空機の周辺作業を行う業務に従事する職員、またはランプ内立ち入りをしないが、制限区域内で業務を行う職員に発行される承認証
例：羽田空港にあっては、航空貨物を取り扱う会社の職員（例：東京国際エアカーゴターミナル、羽田空港サービス、羽田タートルサービス、コウノイケ・エアポートサービスなど）、または空港構内において保安業務に従事する会社の従業員（例：各警備会社）
形は身分証明書風で、発行番号、氏名、所属の会社名、承認番号・有効期限などが記載されており、偽造防止のホログラムが貼られている。
許可者は空港長で、実務処理（立ち入り申請の受付と許可の可否決裁）は空港の航空管制運航情報官が行なう。

## 場内での車両運転
場内の車両運転につき資格を有する者は、ランプパスに「運転許可」の印字がなされる。
空港の場内で車両を運転するには、普通自動車運転免許証が必要。2019年11月7日までは特殊車両を運転する場合は、それに応じた、大型免許や牽引免許が必要だったが、昨今の人手不足により廃止された。